# Anthony Modderman
Anthony Ewoud Jan Modderman, född 27 september 1838 i Winschoten, död 7 augusti 1885 i Haag, var en nederländsk jurist och liberal politiker.
Modderman blev juris kandidat 1859, juris doktor 1863, advokat samma år, 1864 professor i Amsterdam, 1870 i Leiden, 1879 justitieminister, 1883 statsminister och 1885 ledamot av Hoge Raad der Nederlanden (Högsta domstolen). Hans debutarbete De hervorming onzer strafwetgeving (1863) var kritiskt-historiskt, medan universitetstalen Straf - geen kwaad (1864), De methode der wetenschap van het strafrecht (1871) och De eenheid der wetenschap en het recht van het ideaal (1879) var av mer allmänt innehåll. Han var ledamot av nederländska strafflagkommissionen av 28 september 1870 och fader till den nederländska strafflagen av 3 mars 1881, ett av sin tids främsta lagverk. Särskilt stor uppmärksamhet väckte hans tal i Generalstaternas andra kammare den 2 oktober 1880, vilket riktade sig mot dödsstraffet och översattes till flera språk. 